# 格雷格·柏克
額我略·若瑟·柏克（英語：Gregory Joseph "Greg" Burke，1959年11月8日—），又稱格雷格·柏克（英語：Greg Burke），是一名美國媒體工作人員。為候任聖座新聞室主任，亦即教宗方濟各的官方發言人。
他也是名主業團成員。

## 生平
1959年，柏克出生於美國密蘇里州的聖路易，其家族為一個傳統的天主教家庭。大學時期在紐約哥倫比亞大學主修比較文學，1983年畢業後繼續攻讀了新聞專科。在求學期間，他加入了天主教自治團體主業團。

### 職涯
伯克曾先後在芝加哥的合眾國際社（United Press International）路透社、大都會（Metropolitan）等新聞出版社工作，之後則在羅馬擔任全國天主教記錄（National Catholic Register）的記者。1990年，伯克開始與《時代雜誌》（Time）合作，並在1994年成為時代雜誌的正式記者。2001年時，他加入福斯新聞成為其記者，並在該電視媒體工作十年之久。
2012年時，他接受聖座國務院邀請擔任其一般事務處的傳播溝通顧問，2015年時升任為聖座新聞室副主任。
2016年7月，為接任屆齡辭職的隆巴爾迪神父的聖座新聞室主任一職，柏克獲得教宗方濟各任命為新聞室主任，並預計在8月1日走馬上任。他也是首位擔任此職的美國籍人士。